# Vlag van de vrije stad Danzig

Vlag van de vrije stad Danzig

Vlag van de gemeente Gdańsk

De vlag van de vrije stad Danzig was tijdens beide periodes dat de stad onafhankelijk was in gebruik. Aan het begin van de negentiende eeuw was de stad een vazalstaat van Napoleons Frankrijk. In de periode 1920-1930 was de stad een staat onder toezicht van de Volkenbond.
De vlag bestond uit een rood veld met aan de linkerzijde twee witte kruizen onder een gele hertogskroon. De basis van de vlag (kruizen op een wit veld met een kroon) is tijdens vrijwel de gehele geschiedenis van de stad in gebruik geweest, waarbij in diverse periodes een andere kroon en een ander aantal kruizen gebruikt werd.
Als onderdeel van Polen gebruikte de vlag opnieuw in 1996 als de stadsvlag van de stad Gdańsk. Het ontwerp van de kroon werd tegelijkertijd veranderd. Er zijn verschillende varianten wat betreft het uiterlijk van de kruizen.